# Haplocladium perparaphyllum
Haplocladium perparaphyllum là một loài rêu trong họ Thuidiaceae. Loài này được R. Watan. mô tả khoa học đầu tiên năm 1972.